# Робинзайн, Кевин
Кевин Робинзайн (англ. Kevin Robinzine; род. 12 апреля 1966, Форт-Уэрт, Техас, США) — американский легкоатлет, специализирующийся на спринте, олимпийский чемпион 1988 года.

## Биография
В 1987 году Робинзайн выиграл эстафету в 4 на 400 метров на Панамериканских играх. В том же году он также победил с эстафетой на Универсиаде.
На XXIV Олимпийских играх 1988 года в Сеуле он завоевал золотую медаль команды в эстафете 4 на 400 метров вместе со своими товарищами по команде Дэнни Эвереттом, Стивом Льюисом и Бутчем Рейнольдсом, перед командами Ямайки и Германия. Команда при этом установила существующий на тот момент мировой и олимпийский рекорд 1968 года со счетом 2:56,16 мин.
Свой личный рекорд в беге на 400 метров Робинзайн установил на предварительных отборах на Олимпийские игры 1988 года, когда он занял четвертое место в Индианаполисе в 44,61 секунды. При росте в 1,78 метров его соревновательный вес составлял 64 кг.